# Васюков, Константин Викторович
Константи́н Ви́кторович Васюко́в (род. 10 января 1981, Макеевка) — украинский легкоатлет, специалист по бегу на короткие дистанции. Выступал за сборную Украины по лёгкой атлетике в период 1999—2006 годов. Чемпион Европы в программе эстафеты, бронзовый призёр европейского первенства в помещении на дистанции 60 метров, пятикратный чемпион украинского национального первенства. Заслуженный мастер спорта Украины.

## Биография
Константин Васюков родился 10 января 1981 года в городе Макеевка Донецкой области Украинской ССР. Проходил подготовку в донецком спортивном обществе «Динамо» под руководством тренера О. Вегнера.
Впервые заявил о себе в 1999 году, выиграв бронзовую медаль на юниорском чемпионате Европы в Риге — на дистанции 100 метров уступил только французу Фабрису Каллиньи и британцу Марку Льюису-Фрэнсису.
В 2000 году выступил на чемпионате мира среди юниоров в Сантьяго, где занял 12 место в стометровой дисциплине и 21 место в двухсотметровой.
На молодёжном европейском первенстве 2001 года в Амстердаме закрыл на стометровке двадцатку сильнейших.
Наибольшего успеха в своей спортивной карьере добился в сезоне 2002 года, когда вошёл в основной состав украинской национальной сборной и одержал победу в мужской эстафете 4 × 100 метров на чемпионате Европы в Мюнхене — при этом его партнёрами были Константин Рурак, Анатолий Довгаль и Александр Кайдаш.
В 2003 году стартовал в эстафете на чемпионате мира в Париже, но их команда была дисквалифицирована и не показала никакого результата.
В 2005 году завоевал бронзовую медаль в беге на 60 метров на чемпионате Европы в помещении в Мадриде (изначально финишировал здесь четвёртым, но после дисквалификации британского бегуна Марка Льюиса-Фрэнсиса переместился на третью призовую позицию). Также, будучи студентом, принимал участие в летней Универсиаде в Измире, где занял на стометровке 15 место.
Последний раз показывал сколько-нибудь значимые результаты на международной арене в сезоне 2006 года, когда показал седьмой результат на дистанции 60 метров на чемпионате мира в помещении в Москве и стал седьмым в эстафете 4 × 100 метров на чемпионате Европы в Гётеборге.
За выдающиеся спортивные достижения удостоен почётного звания «Заслуженный мастер спорта Украины».